# Laguna Miscanti
La laguna Miscanti est un lac situé sur l'altiplano de la région d'Antofagasta, au nord du Chili. Le volcan Miñiques et le cerro Miscanti surplombent le lac. Le lac fait partie d'un des sept secteurs de la réserve nationale Los Flamencos. Il est géré, à l'instar de sa voisine Laguna Miñiques, par la communauté Atacameña de Socaire (située à 28 km au sud de cette ville) en association avec la "National Forestry Corporation". Une coulée de lave provenant d'une éruption des Meñiques sépare le lagon du même nom de celui de Miscanti. Les géologues considèrent qu'à la suite d’une éruption du volcan les deux lagunes se sont formées.

## Description
La montagne Miscanti et le volcan Miñiques s'élèvent sur le lac caractérisé par sa forme de cœur et ses eaux d'un bleu profond. La côte occidentale de la laguna (es) est à moins d'un kilomètre de la division des eaux du bassin du lac du salar d'Atacama. La lagune Miscanti a aussi une frontière commune avec le bassin du salar de Talar. Le bassin hydrographique fermé du salar de Talar couvre environ 476 km2 et il est adjacent à d'autres bassins endoréiques, notamment les bassins de la laguna Miscanti, le lac Tuyajto et le salar de Capur. Il était autrefois rempli par un grand lac de 31 km2,  (12 km2) sont reliés au salar[pas clair].  
Les deux lagunes se situent dans le circuit des routes touristiques de San Pedro de Atacama et normalement sont visitées dans le cadre d'une excursion spéciale. La visite de ces lagunes est le plus souvent assimilée à la visite de la lagune voisine de Chaxa, du salar d'Atacama et des villages de Socaire et de Toconao[pertinence contestée].

## Faune
La faune de cette région abrite 18 espèces rares et en danger d'extinction, parmi lesquelles la viscache des montagnes, la vigogne et le nandou de Darwin et le guanaco. D'autres, telles que l'ouette des Andes, la foulque cornue, la mouette des Andes, le tinamou quioula et trois espèces de flamands vivant au Chili, sont considérées comme vulnérables. dont l'observation est facile, ainsi le Flamant du Chili, le canard à collier noir, la Mouette des Andes, le sicale des savanes vert, et l'aiglon du Puna ; soit 69 espèces différentes. Les statuts de conservation de Ctenomys fulvus et du renard de Magellan sont inconnus. Ce dernier est présent dans chacune des sections de la réserve.
Six espèces de reptiles sont également dénombrées, ainsi qu'une  espèce de batraciens.

## Flore

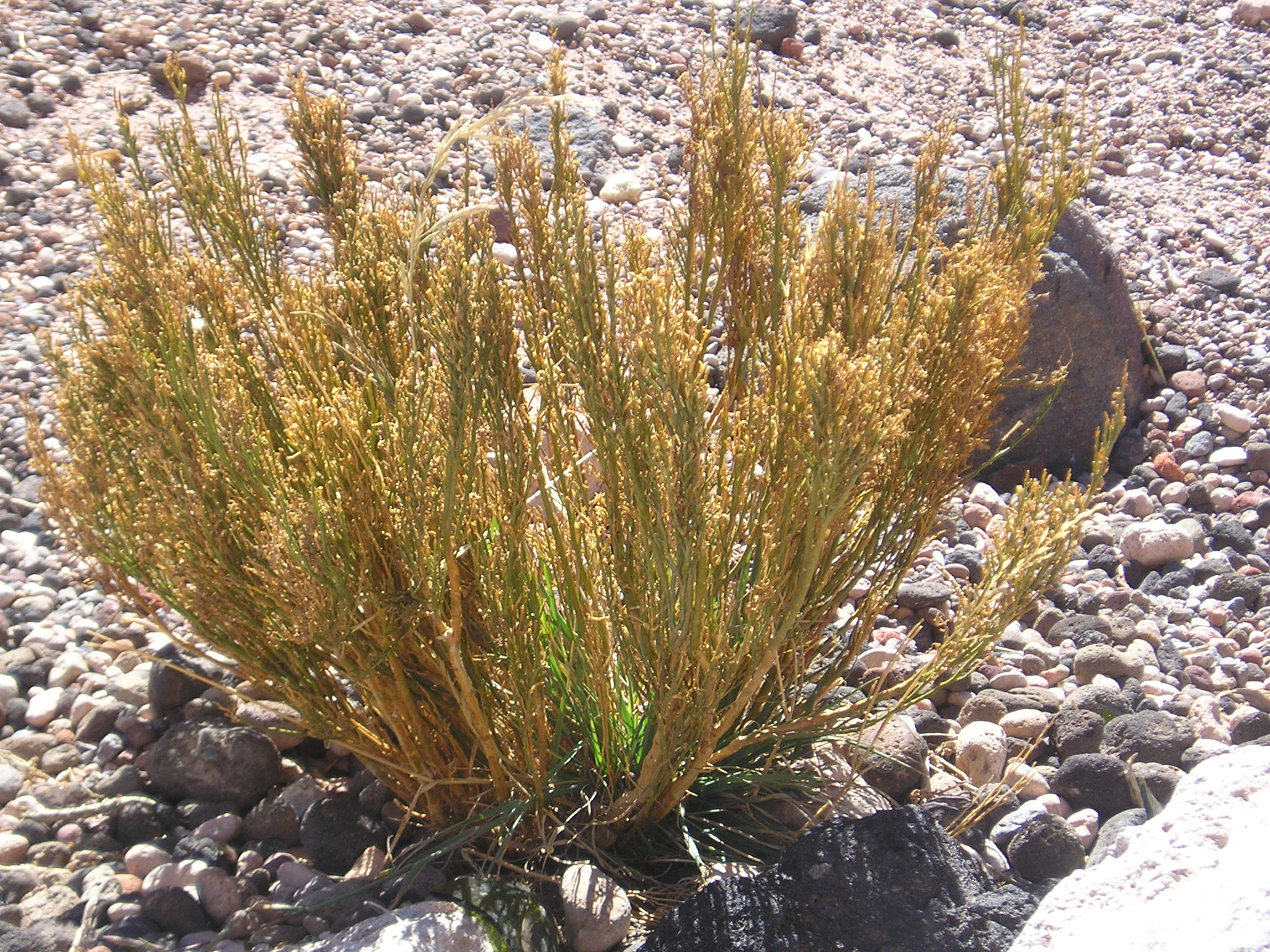
Pingo-pingo.

La flore des lagunes Miscanti et Miñiques est principalement présente dans les prairies naturelles sèches appelées pajonales, principalement composées de plantes herbacées, comme les Poaceae, Fétuque et Stipa et par des zones de garrigue appelées localement tolar (espèces de Porastrefia et Fabiana). Dans les hautes terres fleurissent des plantes aux propriétés médicinales: le  chachacoma, le murmure, l'acantholippia seriphioides (pingo-pingo).
Le fond des lagons est recouvert d'algues filamenteuses, Ruppia et Potamot, dont les oiseaux sont friands

## Galerie

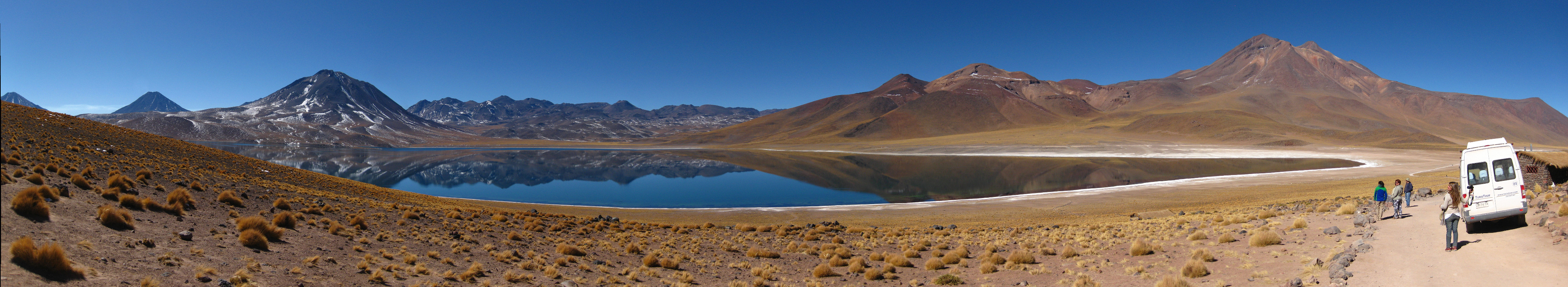
Vue panoramique de la Laguna Miscanti.
Vue panoramique en février 2016.